# Aleš Laušman
Aleš Laušman (* 27. února 1961) je bývalý český fotbalista, záložník/obránce.

## Fotbalová kariéra
Hrál za TJ VOKD Poruba, VTJ Tábor, Duklu Praha a FK Chmel Blšany.V evropských pohárech nastoupil za Duklu v 2 utkáních v Poháru UEFA. V roce 1985 vyhrál s Duklou Československý pohár.